# Biserica Sfinții Apostoli Petru și Pavel din Bălți
Biserica „Sfinții Apostoli Petru și Pavel” este o biserică din Bălți, ridicată între anii 1915 și 1929, în apropiere de închisoarea din oraș. Construcția bisericii a început cu ajutorul fondurilor direcției generale a închisorilor din Petrograd. Tot atunci, se statornicise ca hramul lăcașului de cult să fie „Sfântul Alexie”. În anul 1915 zidăria a fost ridicată până la jumătatea ferestrelor, dar din cauza Primului Război Mondial construcția a fost întreruptă. 
În 1923 din inițiativa Preasfinției sale episcopului Visarion Puiu, congresul eparhial ia în dispoziție situația acestei construcții și avizează asupra măsurilor pentru terminarea ei. Însă lucrările nu s-au reluat din cauze financiare. În 1924 Preasfințitul Visarion se adresează din nou către congresul eparhial cerând mijloace bănești și reconstituirea comitetului pentru construcția bisericii. Ca urmare a hotărârii congresului noul comitate a fost alcătuit din părintele Vladimir Dimitriu, Ion Bălteanu, Mihai Madan, epitropul bisericii din Bălți, Bejenaru Vasile ș.a. În toată eparhia Hotinului a început să se strângă ofrande pentru începerea lucrărilor, membrii congresului au donat câte 200 de lei, preoții câte 100 de lei, cântăreții câte 50 de lei, parohiile câte 100 de lei, etc. 
Construcția a fost reluată în vara anului 1924 după planurile arhitectului Gavrilescu din Ministerul cultelor. În același an, s-a hotărât ca hramul bisericii să fie „Sfinții apostoli Petru și Pavel”. În 1929 lucrările au fost continuate cu sprijinului fondurilor eparhiale și cu un ajutor de 100 de mii de lei oferit de Alexandru Lapedatu (Ministrul cultelor). 
Autoritățile civile locale nu au susținut construcția bisericii. Comunitatea evreiască a încercat să construiască o sinagogă la o distanță de 4,3 metri, pe când în regulamentul de atunci se indica ca sinagogile și casele de rugăciuni să fie ridicate la o depărtare de 200 metri. Construcția sinagogii a demarat în 1923, cu 8 ani mai târziu decât biserica ortodoxă. Preasfințitul Visarion intervine către Ministerul cultelor și cel de interne pentru a opri construcția sinagogii, Însă, Primăria Bălți refuză să îndeplinească cererea legală a episcopiei. Totuși, Ministerul cultelor stopează zidirea sinagogii. Dar comunitatea evreiască interveni la Ministerul cultelor și sub pretextul că va da altă destinție clădirii, obține aprobarea de a continua lucrările cu condiția că destinația clădirii să se fixeze după ce se vor termina tratativele cu episcopia. În cele din urmă sinagoga a fost demolată. Electoratul în orașul Bălți fiind alcătuit în proporție de 2/3 din everei, aleșii locali au urmat mai mult interesele acestora.
Construcția bisericii a fost terminată în 1929 și sfințită la 30 iulie de către episcopul Visarion Puiu.